# Benita Puértolas
 Benita Puértolas  (1893-1968) fue una actriz  de cine y teatro. Era la madre del actor Héctor Coire y hermana de la también actriz Teresita Puértolas.

## Carrera
En teatro integró, en 1948, la Compañía de Comedias Musicales encabezada por Juan Carlos Thorry- Delia Garcés- Mariano Mores, que se estrenó en el Teatro Presidente Alvear. Junto a otros integrantes como Blackie, Susana Vargas, Nany Montec, Adelaida Soler y Pedro Pompillo, debutaron con la obra El otro yo de Marcela, dirigido por Román Viñoly Barreto.

## Filmografía
Actriz
- Lo que le pasó a Reynoso   (1955)
- La mujer desnuda   (1955)
- El complejo de Felipe   (1951)
- La comedia inmortal   (1951)
- Avivato   (1949)
- El extraño caso de la mujer asesinada   (1949)
- Los secretos del buzón   (1948)
- Recuerdos de un ángel   (1948)
- Siete para un secreto   (1947) …Posadera
- Soy un infeliz   (1946)
- El capitán Pérez   (1946)
- Cinco besos   (1945)
- Mi novia es un fantasma   (1944)
- Eclipse de sol   (1943)
- Los ojos más lindos del mundo   (1943)
- Locos de verano   (1942)
- Boina blanca   (1941)
- Corazón de turco   (1940)
- Los muchachos se divierten   (1940)
- Entre el barro   (1939)
- Jettatore   (1938)
- Los locos del cuarto piso   (1937)
- La vuelta de Rocha   (1937) …Lorenza
- Radio Bar   (1936)
- Poncho blanco   (1936)
- Canillita   (1936)
- La muchachada de a bordo   (1936)
- Los tres berretines   (1933)